# Faustino da Fonseca
Faustino da Fonseca  (Angra do Heroísmo, 1 de Abril de 1871 — Lisboa, 22 de Outubro de 1918) foi um político, jornalista e escritor que colaborou em vários jornais de Angra do Heroísmo e de Lisboa. Como escritor editou vários livros e traduções. Foi deputado constituinte e senador na Primeira República Portuguesa, director da Biblioteca Nacional de Lisboa (1911-1918) e sócio da Academia das Ciências de Lisboa. Foi casado com a escritora, tradutora e pintora Maria Virgínia Teixeira de Sousa Adão da Fonseca.

## Biografia
Nasceu em Angra do Heroísmo, filho de um militar liberal que havia ficado nos Açores após a Guerra Civil. Concluiu o ensino secundário no Liceu Nacional de Angra do Heroísmo, preparando-se para seguir a vida militar. Na sua cidade natal iniciou-se no jornalismo, dirigindo o Noticiarista e revelando-se adepto das ideias republicanas. Partiu para Lisboa com o objectivo de frequentar o curso preparatório da Escola do Exército, onde se matriculou. As suas convicções republicanas, acirradas pela Revolta de 31 de Janeiro, levaram-no a não prosseguir a vida militar, dedicando-se ao jornalismo, colaborando com jornais como O Século, Correio da Manhã, Mundo e Luta. Em 1895 dirigiu o periódico Vanguarda.
Manteve intensa actividade política, especialmente a partir do ultimato britânico de 1890, distinguiu-se como agitador e membro do Batalhão de Voluntários que se ofereceu para ir defender Lourenço Marques, sendo em consequência preso em diversas ocasiões.
Com a implantação da República Portuguesa foi eleito deputado à Assembleia Constituinte pelo círculo eleitoral de Angra do Heroísmo. Com a aprovação da Constituição da República Portuguesa de 1911 passou a ocupar o cargo de senador, integrando o primeiro Senado da República. Em 1915 voltou a ser eleito senador pelo mesmo círculo.
Em Março de 1911 foi nomeado director da Biblioteca Nacional de Lisboa, substituindo no cargo Xavier da Cunha. Dirigiu aquela biblioteca até à sua morte, levando a cabo diversas iniciativas visando a democratização cultural.
Pertenceu à maçonaria, tendo sido iniciado em 1895. na Loja Renascença, em Lisboa, adoptando o nome simbólico de Vasco da Gama.
Para além de uma extensa obra jornalística, é autor de uma volumosa e diversificada obra literária, abrangendo áreas tão diferentes como a teoria política, a historiografia, o romance histórico e as peças para teatro.